# Jamestown, Tennessee
Jamestown är administrativ huvudort i Fentress County i Tennessee. Vid 2010 års folkräkning hade Jamestown 1 959 invånare.